# Luftfahrerdank

Luftfahrerdank-Sammelmarke mit Abbildung eines Albatros B.I-Doppeldeckers (1913)

Die Stiftung Luftfahrerdank mit Sitz in Berlin war eine deutsche Organisation für die Unterstützung der Angehörigen verunglückter Luftfahrtpioniere.
Der Luftfahrerdank wurde im Oktober 1913 durch Colmar von der Goltz gegründet. Hintergrund war die in der Frühzeit der Luftfahrt große Gefahr für Piloten, durch Abstürze und Unfälle zu Tode zu kommen oder durch Verletzungen zu Invaliden zu werden. Da die frühen Luftfahrer sich für solche Fälle kaum oder gar nicht absichern konnten, weil Versicherungen dies allgemein ablehnten, standen ihre Familien unter der ständigen Drohung der plötzlichen Mittellosigkeit. Diesem Risiko sollte der Luftfahrerdank durch Leistungen für die Betroffenen wie etwa Unterstützungszahlungen oder Übernahme der Kosten medizinischer Behandlungen gegenwirken.
Organisatorisch war der Luftfahrerdank getrennt in den Verein Luftfahrerdank e.V., der die eigentlichen Unterstützungs- und Fürsorgeaufgaben wahrnahm, und die Luftfahrerdank GmbH, die Spenden einwerben und durch geschäftliche Unternehmungen Gewinne erwirtschaften sollte, die der Finanzierung der Vereinsaufgaben dienten. Eine der ersten Aktivitäten, die zugleich auch der Propagierung der Stiftung und ihres Zwecks diente, war die Herausgabe einer Serie von insgesamt 120 Sammelmarken mit Motiven aus dem Luftfahrtwesen.
Die organisatorische Aufteilung erwies sich niemals als zufriedenstellend: Die reguläre Geschäftstätigkeit der GmbH erbrachte nur die Mittel zur Führung der Geschäftsstelle und die Reklame für den Verein, doch es wurden nicht die erhofften Gewinne erzielt, die an den Verein fließen sollten. Tatsächlich arbeitete die GmbH mit Verlust und belastete so die Arbeit des Vereins zusätzlich.
Nach Ausbruch des Ersten Weltkriegs beteiligte sich auch der Luftfahrerdank an kriegsunterstützenden Maßnahmen. Unter anderem war die Luftfahrerdank GmbH Initiatorin und durchführende Institution der Spendenorganisation Deutsche Luft- und Unterseefahrt-Kriegshilfskasse sowie der Kriegsnagelung des Eisernen Hindenburgs.
Im Mai 1918 ging die Luftfahrerdank GmbH in Konkurs, die bis dahin gesammelten Spendengelder gingen hierbei verloren; 1919 wurde die Gesellschaft letztmals im Berliner Adressbuch aufgeführt. Zur gleichen Zeit gab der Verein Luftfahrerdank e.V. seine völlige Trennung von der insolventen, verlustbehafteten GmbH bekannt und unterstrich seine Distanzierung durch die Namensänderung zu Luftfahrerspende e.V.; der aus diesem Anlass neu gewählte Vorstand setzte sich unter anderem zusammen aus dem Meteorologen Arthur Berson, dem Direktor des Reichsverbands des Deutschen Tiefbaugewerbes Adolf Dietrich und Major Georg von Tschudi. Nach 1924 entfaltete der Verein keine Aktivitäten mehr, so dass er wohl in diesem Zeitraum aufgelöst wurde.